# Berit Ås
Berit Ås (født 10. april 1928 i Fredrikstad, død 14. september 2024) var en norsk SV-politiker og professor i socialpsykologi. Hendes faglige indsats omfattede blandt andet studier af kvindekultur, økonomi og udvikling af herskerteknikkerne.

## Karriere
Ås var uddannet psykolog og arbejdede som lærer i 1953–54, 1954–57 som arbejdspsykolog ved Oslo arbejdskontor og derefter med forskellig forskning 1957–69. I 1969 blev hun universitetslektor i socialpsykologi ved Universitetet i Oslo og var ansat der indtil hun i 1994 gik på pension. Hun blev førsteamanuensis i 1980 og professor i 1991.
Berit Ås var æresdoktor ved Københavns Universitet, universitetet i Halifax i Canada og ved Uppsala Universitet. Hun modtog i 1988 en international akademikerpris fra Amsterdams universitet og blev i 1997 Ridder af St. Olavs Orden.

## De fem herskerteknikker
Hun er særlig kendt for at have identificeret de fem herskerteknikker i 1979. I virkeligheden havde hun lånt begrebet fra den norske psykolog Ingjald Nissen, som havde skrevet om det i Psykopaternes diktatur fra 1945. Først i 2007 skrev hun selv, at Nissen nok ville have "vendt sig i graven", hvis han havde vidst, "at jeg tilskrives at have lanceret begrebet herskerteknik". Hun omtalte imidlertid ikke sin kollega Harriet Holter (no), der allerede havde skrevet om mænds herskerteknikker mod kvinder og kan have introduceret begrebet for Ås. Derimod omtalte Ås filosoffen G. E. Moore (en), som dog ikke har skrevet om herskerteknikker. 

## Politik
Da Sosialistisk Venstreparti blev dannet i 1975, blev hun partiets første leder og var det til 1976. Hun var medlem af formandskabet i Asker (1967–75), vareordfører (1971–75) og stortingsrepræsentant fra 1973. Hun var i 1961 initiativtager til den norske afdeling af Women’s International Strike for Peace og i 1972 leder af "Kvindeaktionen mod norsk medlemskab i EEC". Hun var fylkesstyremedlem i Nei til EU i Akershus. Hun var styreleder i Stiftelsen "Kvinneuniversitetet" fra 1983.

## Biografi
Ebba Haslund skrev biografien Ild fra Asker om Ås og hendes kontor, hvor der ved døren stod en skulptur i legemsstørrelse af en mand med blonde-forklæde og skilt på maven: "Manden er menneskets bedste ven". Biografien omtaler også Ås' besøg i New York, hvor hun mødte John Lennon og Yoko Ono. Ås og hendes ledsager tilbød at lære Lennon touch-systemet på skrivemaskine. Hun og hendes ledsager blev inviteret hjem til lejligheden ved Central Park, hvor de boede i flere dage. 

## Konspirationsteorier
Berit Ås gjorde sig bemærket ved at fremme konspirationsteorier om terrorangrebet den 11. september 2001. Hun hævdede, at flyangrebene kunne være dataanimationer, og at katastrofen kunne være iscenesat af amerikanske myndigheder.  Hun mente også, at vi udsættes for kemiske flyangreb i form af giftige kondensstriber, kaldt chemtrails. 